# Väisälä (cràter)
Väisälä és un petit cràter d'impacte lunar situat en una illa de l'Oceanus Procellarum. Compartint la mateixa illa apareixen el brillants cràters Aristarc al sud-sud-est i Heròdot al sud-sud-oest. Väisälä es troba just a l'oest de la línia de falla Rupes Toscanelli, i el sistema d'esquerdes Rimae Aristarchus. Al sud-oest es troba la notable esquerda del Vallis Schröteri.
Aquest impacte circular té forma de copa, amb un major albedo que la superfície fosca circumdant. El cràter anteriorment va ser designat Aristarc A abans de ser canviat el nom per la UAI en memòria del prolífic astrònom finlandès Yrjö Väisälä.

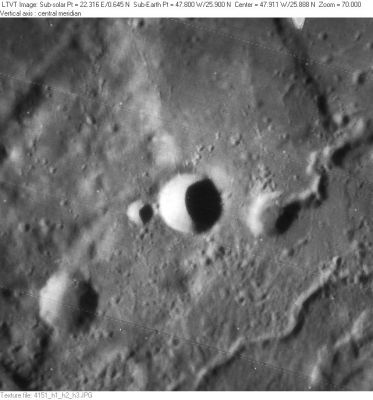
Fotografia de la missió Lunar Orbiter 4

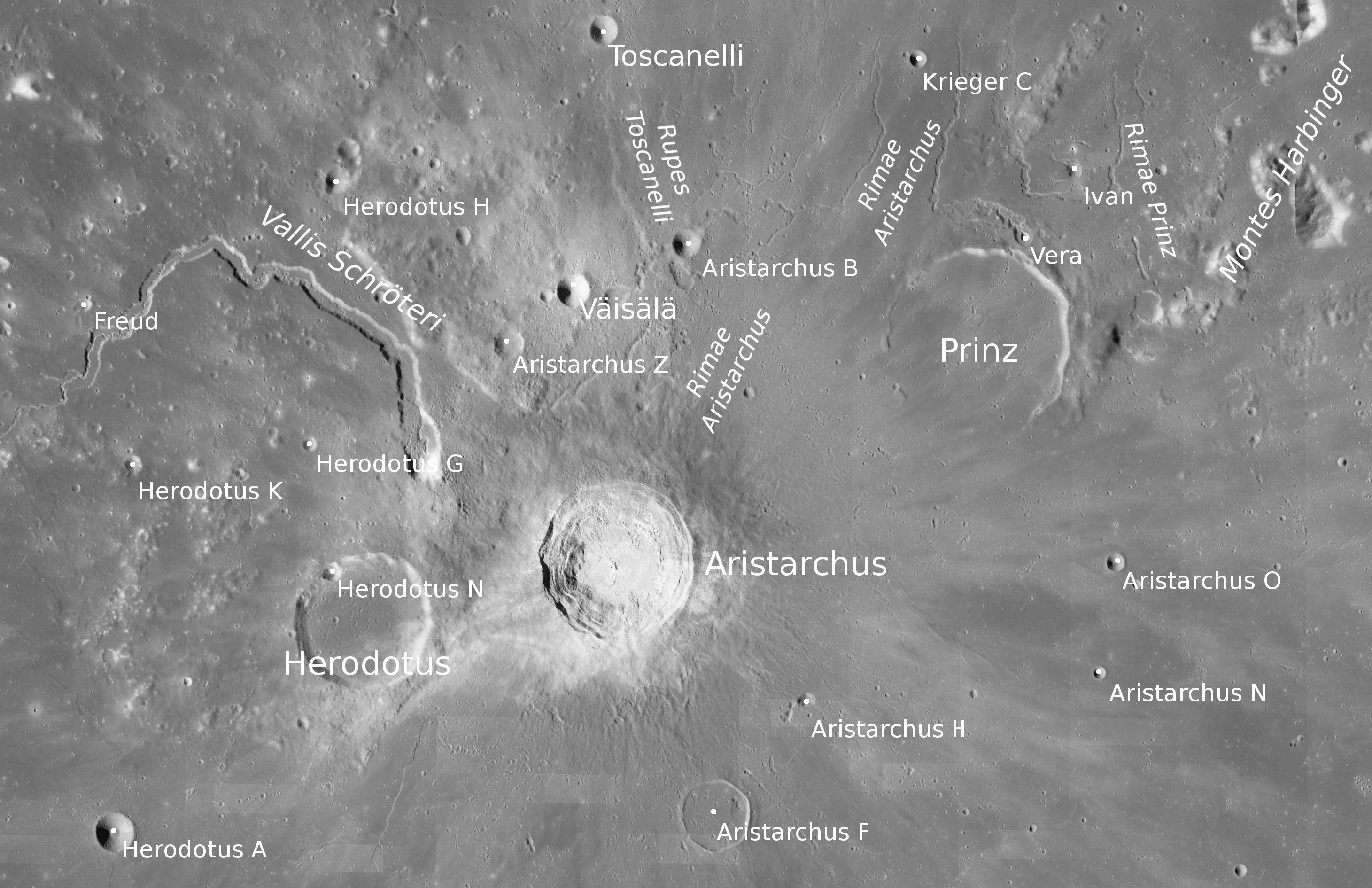
Entorn de Väisälä. Fotografia de la missió LRO

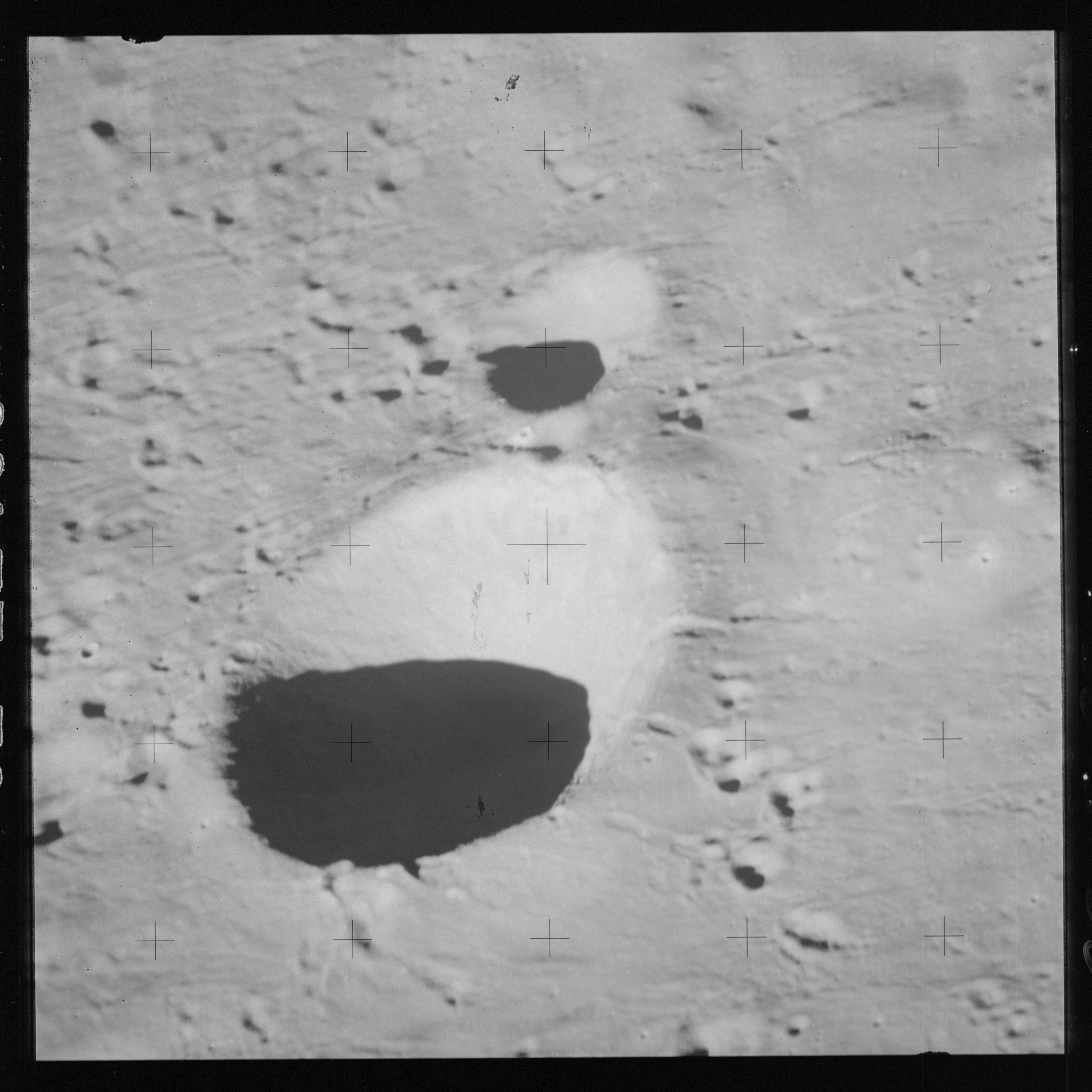
Fotografia de la missió Apol·lo 15